# Исмаил Сабри Яакоб
Исмаил Сабри бин Яакоб (малайск. Dato' Sri Ismail Sabri bin Yaakob; род. 18 января 1960, Темерлох) — малайзийский государственный и политический деятель. Премьер-министр Малайзии (2021—2022).

## Критика

### Призыв к бойкоту
В 2015 году Исмаил Сабри вызвал бурю протестов из-за своего Facebook сообщение с призывом к малайским потребителям бойкотировать монополизирующие и спекулятивные китайские предприятия, дискриминирующие некитайских предпринимателей, утверждая, что малайцам было необходимо воспользоваться властью потребителей, чтобы предотвратить "спекуляцию" со стороны этнических китайцев Малайзии, которые контролируют 90% экономики Малайзии.
В ответ политический аналитик Ван Сайфул Ван Ян, глава аналитического центра Института демократии и экономики, лично заявил, что любой малайзийский избиратель независимо от расы будет отталкивает комментарии Исмаила. «Я думаю, что реакция любого здравомыслящего малайца или китайца, который верит в единство Малайзии, была бы отвращением». «И я думаю, или, по крайней мере, надеюсь, что китайские избиратели вспомнят, что он сказал, когда дело доходит до голосования». Генеральный инспектор полиции Тан Сри Халид Абу Бакар заявил, что в отношении министра будет проведено расследование в соответствии с Законом о подстрекательстве 1948 года, и Исмаил Сабри с тех пор удалил сообщение в Facebook.

### Индустрия вейпинга
9 ноября 2015 года Исмаил Сабри заявил, что поддерживает вейпинг-индустрию Малайзии. Он говорит, что промышленность, в которой доминируют малайцы, — это история успеха предпринимательства по производству бумипутера, несмотря на предупреждения Министерства здравоохранения Малайзии. Он пошёл дальше, надеясь, что нерегулируемая отрасль сможет расшириться во всем мире. Многие известные врачи и врачи публично упрекали Исмаила Сабри в поддержке отрасли, в том числе султан Джохора Ибрагим Исмаил, который публично постановил, что все магазины вейпинга должны быть закрыты к 1 января 2016 года.

## Награды
Почётный доктор философии, степень доктора медицины Университета Нихон, Япония (2022 г.)

## Семья
Женат, имеет 4 детей.